# Павел Альтгамер
Павел Альтгамер (пол. Paweł Althamer; нар. 12 травня 1967, Варшава) — польський скульптор, перформер, творець інсталяцій і відео.

## Мистецька діяльність
У 1988–1993 роках навчався на Скульптурному факультеті Академії мистецтв у Варшаві. Його дипломною роботою під керівництвом Ґжеґожа Ковальського була скульптура «Автопортрет».
Спершу займався скульптурою фігур за допомогою простих технік та нестандартних матеріалів, а потім послуговувався металевою сіткою та одягав свої скульптури в старий одяг. Наступним етапом його творчості була орієнтація на проблему самотності, ізоляції та самозаглиблення. Опираючись на космічні кораблі, будував капсули, прилади, скафандри, метою яких було показати відірваність від дійсності.
В середині 1990-х присвятив свою діяльність суспільній діяльності, передовсім впровадженню мистецтва і творчості в оточуючому світі.
В 2004 році нагороджений премією ім. Вінсента ван Гога. Постійно співпрацює з варшавським Фондом Галерії Фоксаль. У 2006 році взяв участь у циклі зустрічей із польськими митцями «Відкритий архів», започаткованому Польським інститутом у Києві. В 2013 році став ініціатором проведення Конгресу рисувальників у Києві (відбувся в Національному художньому музеї), спільно з Центром візуального мистецтва.

## Виставки

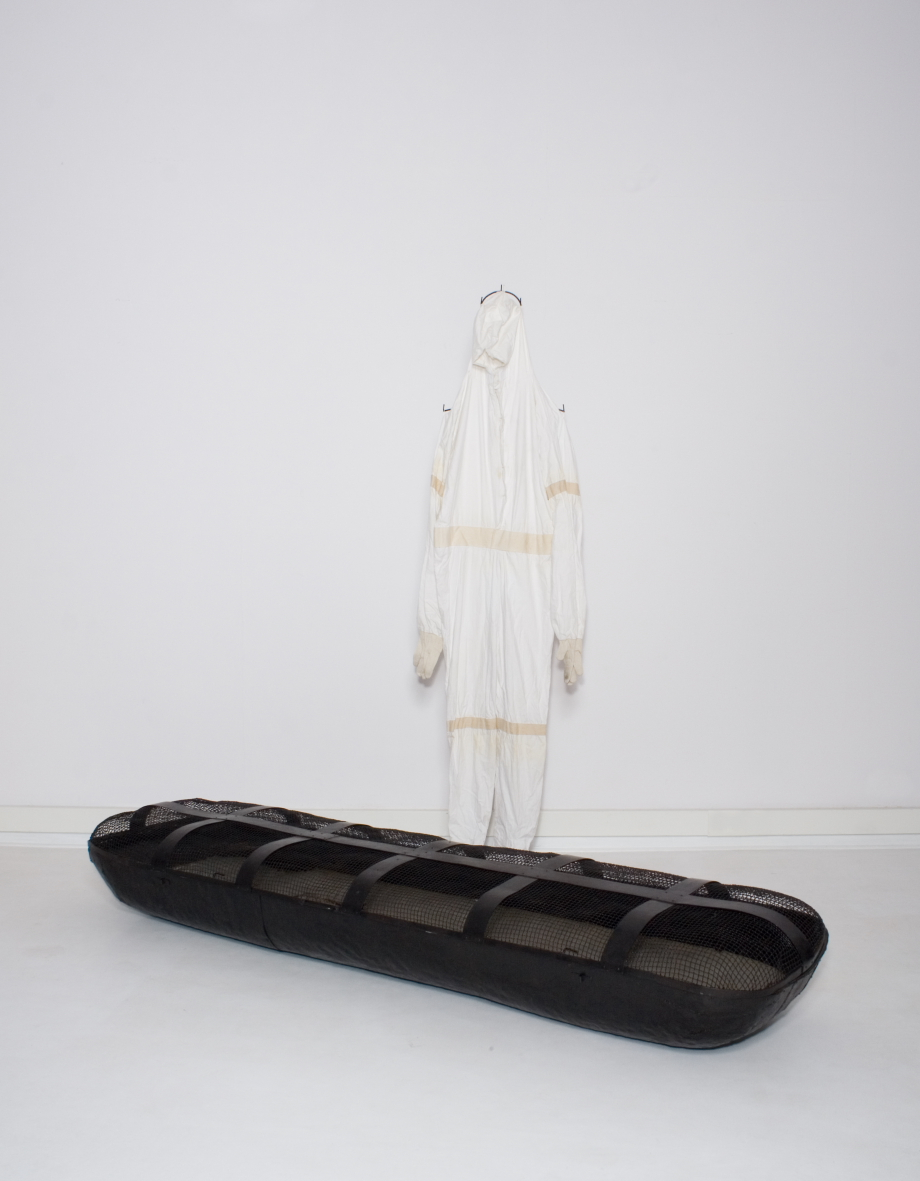
Łódź i skafander

- 1990: Вода, час, простір, перформанс
- 1991: Кардинал
- 1991: Маги і містики, CSW Zamek Ujazdowski, Варшава (збірна)
- 1993: Un vollkommen, Museum Bochum
- 1994: Казка
- 1994—1995: Gerinations 8, European Biennial for Young Artists, Academy St. Joost, Breda 1984; Galeria Zachęta, Варшава, 1995 (збірна виставка)
- 1995: Антитіла, CSW Zamek Ujazdowski, Варшава (збірна виставка)
- 1995: Oikos, Бидґощ (вулична акція, збірна виставка)
- 1997: Documenta X, Кассель, (збірна виставка)
- 1999: Фігура в польській скульптурі ХІХ і ХХ століття, Centrum Rzeźby Polskiej, Orońsko; Galeria Zachęta, Варшава (збірна виставка)
- 2000: Manifesta 3, The European Biennial of Contemporary Art, Любляна (збірна виставка)
- 2000: Bródno
- 2001: Будиночок на дереві, Фонд Галерії Фоксаль, Варшава
- 2004: Pawel and Vincent, Bonnefantenmuseum, Маастріхт
- 2005: Павел Альтгамер заохочує, Galeria Zachęta, Варшава
- 2007: Black Market, Neugerriemschneider, Берлін
- 2007: Skulptur Projekte 07, Мюнстер
- 2008: Double Agent, Institute of Contemporary Arts, Лондон (збірна виставка)
- 2009: Wspólna Sprawa, Performance, Варшава → Брюссель → Варшава
- 2011: Almech, Музей Гуггенгайма в Берліні, Берлін